# Напівакустична гітара

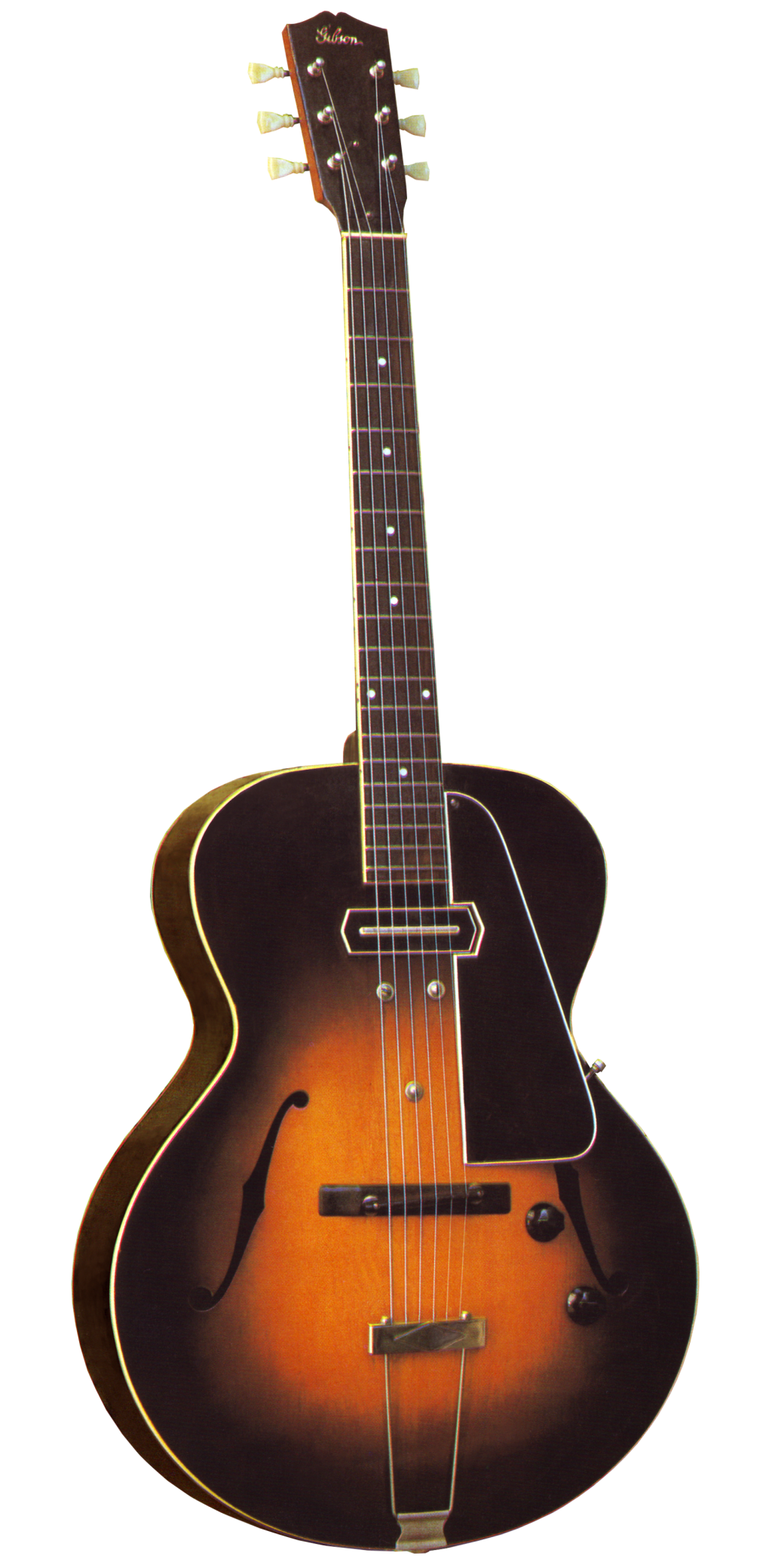
Напівакустична гітара Gibson ES-150 з порожнистим корпусом і парою видимих F-отворів

Напівакустична гітара також відома як електрогітара з порожнистим корпусом — це тип електрогітари, призначений для гри з гітарним підсилювачем, який має повністю або частково порожнистий корпус і принаймні один електромагнітний звукознімач. Вперше створені в 1930-х роках, вони стали популярними в джазі та блюзі, де вони й досі широко використовуються, і в ранньому періоді рок-н-ролу, хоча згодом вони були значною мірою витіснені електрогітарами з твердим корпусом у рокі.
Вони відрізняються від електричної акустичної гітари, яка є акустичною гітарою, оснащеною деякими засобами підсилення для збільшення гучності без зміни тембру інструменту.

## Галерея

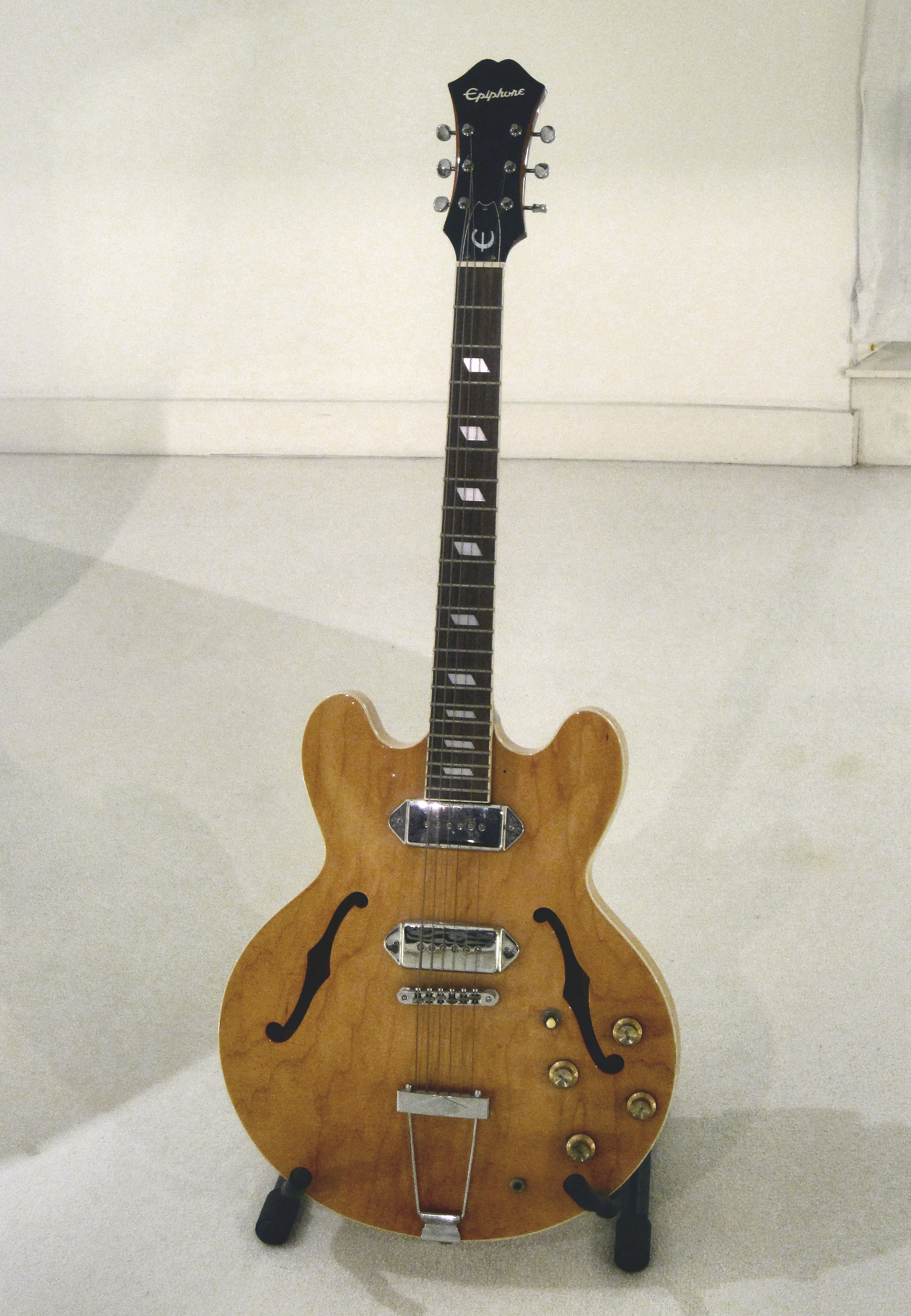
Epiphone Casino, тонке порожнисте тіло
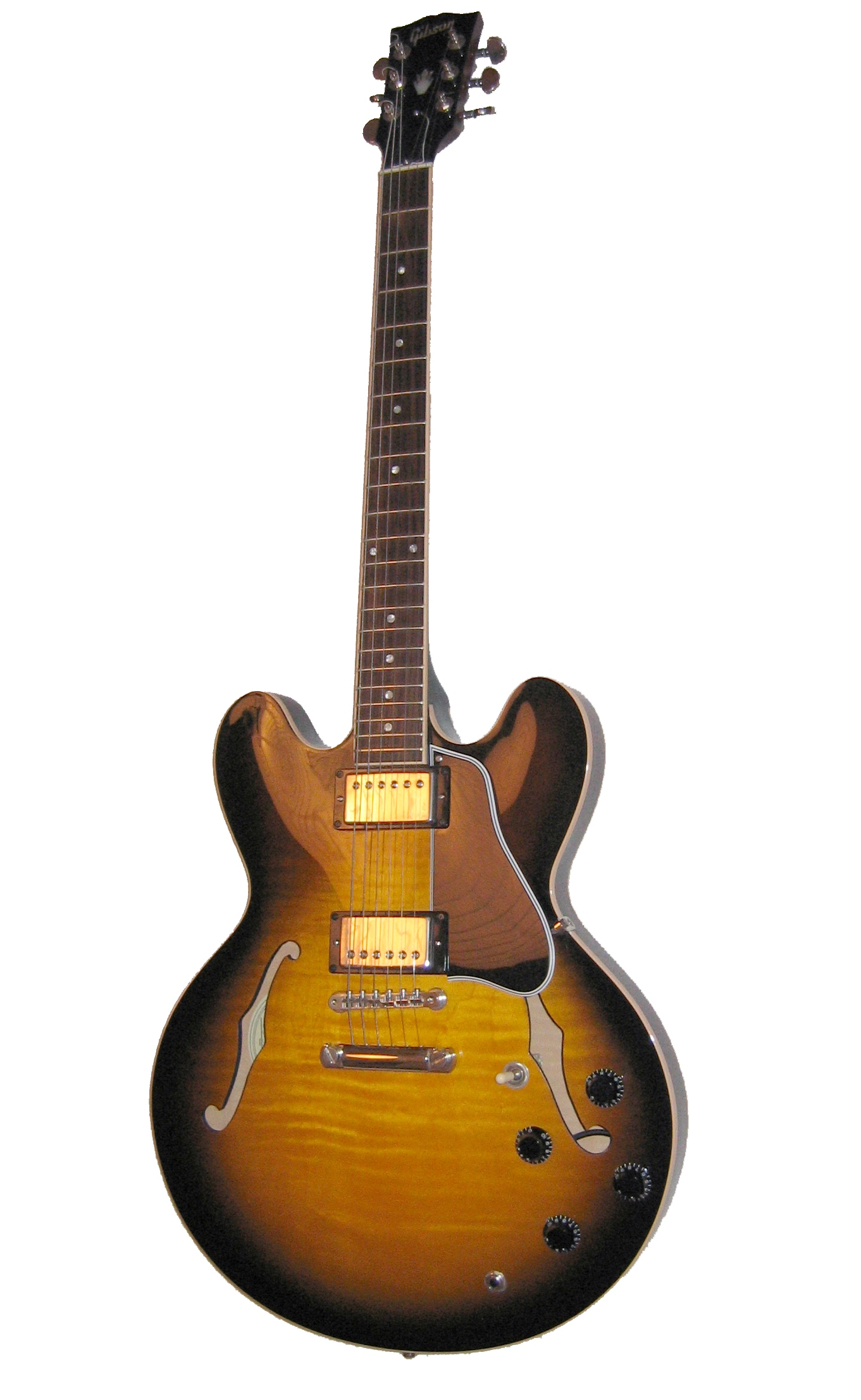
Gibson ES-335 напівпорожнистий корпус зі звуковими отворами
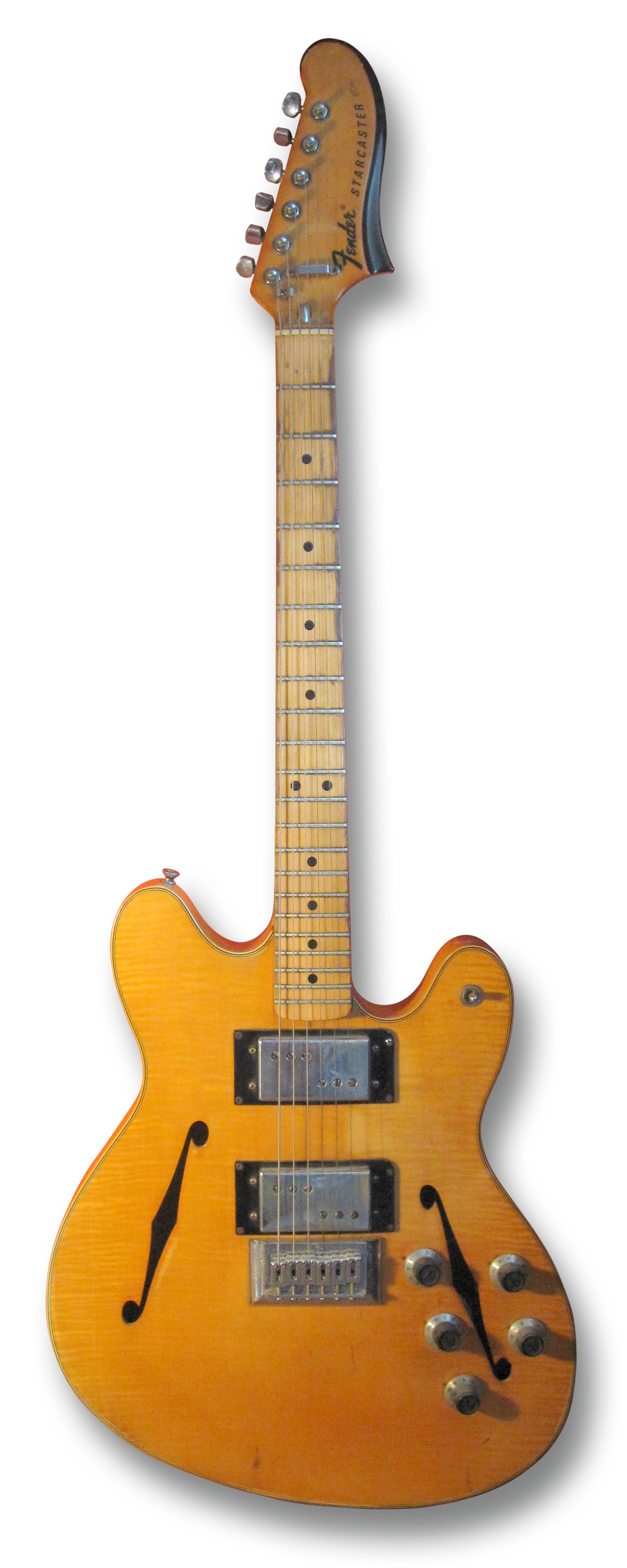
Fender Starcaster
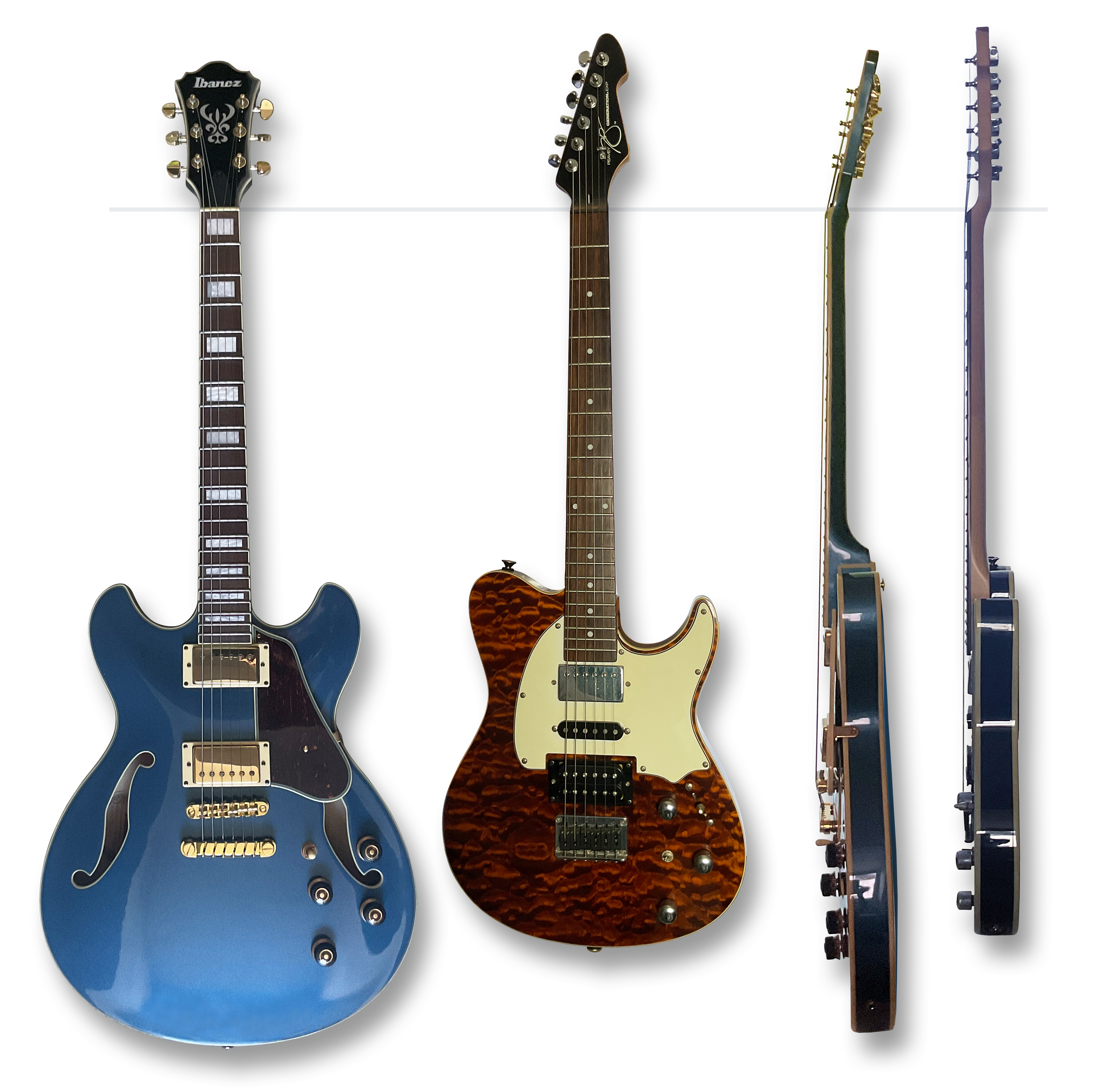
Порівняння конструкції та розміру порожнистого тіла з твердим тілом.